# 景益鹏
景益鹏（1964年1月—），男，籍贯浙江慈溪，生于浙江上虞，中国天体物理学家，上海交通大学教授，从事宇宙结构和星系形成的数值模拟、理论研究和观测分析工作。

## 生平
1984年毕业于浙江大学物理系，1991、1992年分获意大利高等研究生院硕士和博士学位。
2015年当选中国科学院院士。